# José Carlos Somoza

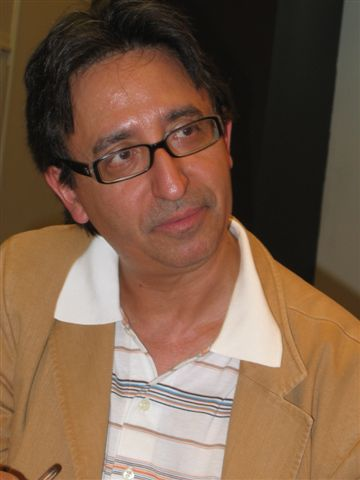
José Carlos Somozaim im Mai 2006 in Warschau (Polen)

José Carlos Somoza (* 13. November 1959 in Havanna) ist ein spanischer Schriftsteller.
Somoza lebt seit 1960 in Spanien und ist von Beruf Psychiater. 
1996 erhielt er für Silencio de Blanca den Premio La Sonrisa Vertical. Für seinen Roman Clara (Clara y la penumbra) (ISBN 3-548-60405-6) erhielt er 2001 den Literaturpreis Premio Fernando Lara, ein Jahr später den renommierten Premio Hammett. In Schweden wurde er 2004 für den Roman Idéernas grotta (Original: La caverna de las ideas, dt. Das Rätsel des Philosophen) mit dem Flintyxan ausgezeichnet.
In Deutschland erschienen sind auch sein Kriminalroman Das Rätsel des Philosophen (La caverna de las ideas) (ISBN 3-546-00221-0), „Die Elfenbeinschatulle“, „Die Dreizehnte Dame“ sowie der Wissenschaftsthriller Das Einstein-Projekt.